# Лоенгрин (опера)
Лоенгрин је романтична опера немачког композитора Рихарда Вагнера. Премијерно је изведена 28. августа 1850. у Вајмару. Дириговао је Франц Лист.
Српска премијера је била 24. јуна 1926. у Народном позоришту у Београду.
Радња Лоенгрина је заснована на радњи средњовековне легенде о Лоенгрину, витезу Светог грала и сину Парсифала (чија је дела опевао Волфрам фон Ешенбах).
Опера је одмах доживела велики успех, иако сам Вагнер није присуствовао премијери. Након Мајског устанка у Дрездену 1849. године, Вагнер је био приморан да побегне из Немачке и пресели се у Цирих. Партитуру је послао свом добром пријатељу Францу Листу с молбом да оперу изведе у Немачкој, што је овај и учинио. Опера је изведена на годишњицу Гетеовог рођења.
Неколико делова опере је постало веома познато, а нарочито чувени свадбени марш из трећег чина који се, заједно с Менделсоновим свадбеним маршем из Сна летње ноћи, свира на западним венчањима још од 1858. када је коришћен на венчању принцезе Викторије и будућег немачког цара Фридриха III. Упркос томе, многи љубитељи Вагнера ову оперу одбацују као сентименталну и старомодну, али постоје и књижевни аналитичари (попут психоаналитичара Ота Ранка, ученика и колеге Зигмунда Фројда) који верују да ова опера има много дубљи смисао него што јој се приписује.

## Лица
- Лоенгрин, тенор.
- Елза од Брабанта, сопран.
- Ортруда, Телрамундова жена, сопран.
- Фридрих од Телрамунда, брабантски гроф, баритон.
- Хајнрих Птичар, немачки краљ, бас.
- Краљев гласник, бас,
- Четири брабантска племића, тенори и басеви.
- Четири пажа, сопрани и алтови.
- Војвода Готфрид, Елзин брат (не пева).
- Саксонски, туриншки и брабантски грофови и племићи, племкиње, пажеви, мушкарци, жене, кметови.

## Синопсис
Радња се одвија у Антверпену, у првој половини 10. века.

### Чин први
Равница крај реке Шелде. Краљ Хајнрих Птичар је дошао у Брабант да подигне војску за борбу против Мађара, али је разочаран када схвата да народ Брабанта живи у хаосу јер нема вођу: пред смрт, стари војвода од Брабанта је предао своју децу, Елзу и Готфрида, грофу Фридриху од Телрамунда, како би се овај старао о њима након његове смрти. Телрамунду је такође дато право да се ожени Елзом, али она га је одбила. Он сада оптужује Елзу да је убила свог брата, Готфрида, како би могла да влада Брабантом са својим тајним љубавником. Из овог разлога, каже Фридрих, одрекао се Елзине руке и оженио Ортрудом, која је последња од Радбода, династије паганских владара који су владали земљом пре ширења хришћанства.
Краљ позива Елзу на суђење; она је у стању сањивог заноса, и уместо да одговори на оптужбе говори о витезу кога шаље Бог и који ће се борити за њу, те тако доказати њену невиност. То је човек за ког намерава да се уда и кога ће начинити владарем Брабанта. Телрамунд одбија да пружи доказе за своју оптужбу и изјављује да је спреман да учествује на суђењу борбом. Пошто се на први позив трубача нико није одазвао, они поново покушавају да дозову јунака који ће се борити за Елзу.
Док се Елза са својим слушкињама моли за Божју помоћ, на реци се појављује чамац који вуче лабуд, а у коме стоји витез. Витез се искрцава и изјављује да ће се он борити за Елзу и оженити је, под условом да га никада не упита како се зове и одакле долази. Елза одмах пристаје. Борба почиње на краљев знак; Телрамунд брзо пада, али витез га оставља у животу. Елза и њен заштитник су одведени у тврђаву уз клицање и опште весеље.

### Чин други
Док се Елзино спасење слави у тврђави, одбачени Телрамунд и Ортруда седе напољу, у мрачном дворишту. Телрамунд огорчено проклиње своју жену: она је крива што је изгубио част, јер она га је натерала да оптужи невину Елзу за убиство њеног брата; Ортруда га је такође навела да се њоме ожени јер је прорекла да ће кућа Радбод процветати и владати у Брабанту. Она стоји иза својих речи и објашњава да је странац користио магију како би победио у двобоју; ако би, међутим, био приморан да открије своје име, или ако би део његовог тела био одсечен, одмах би изгубио своју чаробну снагу. Намерава да од витеза открије тајну користећи било лукавост, било силу, а Фридрих пристаје да јој помогне.
Када се Елза појави на балкону, Ортруда наређује Фридриху да се сакрије, а затим, изигравајући тугу, моли девојку да је прими - као супруга обешчашћеног човека, и сама је одбачена. Елза осећа сажаљење и силази у двориште да уведе несрећну жену. Док она силази, Ортруда призива паганске нордијске богове да јој помогну у освети над хришћанима. Почиње да подрива Елзину веру у витеза кога је послао Бог, говорећи јој како би могао да нестане на исти начин на који је дошао - магијом. Елза је наивно уводи у женске одаје.
У зору се у дворишту тврђаве скупља народ ради венчања. Краљев гласник објављује да је Телрамунд прогнан, да ће Елзино венчање још данас бити прослављено и да ће се војска Брабанта сукобити следећег дана са Мађарима. Четворица Телрамундових некадашњих присталица разговарају о томе како би могли да подрију власт новог вође када се Фридрих лично појављује и обавештава их да намерава да странца јавно оптужи за чаробњаштво. Четворица племића га брзо крију од остатка народа.
Предвођена пажевима и својим слушкињама, Елза свечано пролази до катедрале у којој ће се одржати венчање. Одједном се појављује Ортруда, која непознатог витеза оптужује да се бави враџбинама. Она ућути када се појаве краљ и сам витез, али тада долази Телрамунд, чини оптужбу и јавно захтева да витез открије своје име и порекло. Витез одлучује да само Елза има право да постави то питање; краљ стаје на његову страну. Али Ортруда је у Елзи изазвала сумњу, па јој Телрамунд, искоришћавајући ситуацију до краја, шапуће да ће бити у близини те ноћи - ако га дозове, одсећи ће сићушан део витезовог тела, а чин ће бити сломљена и он ће заувек остати с Елзом. Након дугог унутрашњег сукоба, Елза потврђује своју потпуну веру у онога ко ју је спасио. Краљ уводи младу и младожењу у катедралу.

### Чин трећи
Свечана процесија води пар у младину одају након венчања; ту ће Елза бити по први пут сама са својим витезом откако су се упознали.
Витез изјављује Елзи своју љубав и пажљиво мења тему када му она несигурно признаје како жели да постави забрањено питање. Али када она почне да инсистира и изрази страх да он можда није племенитог порекла, он је нежно подсећа на њену заклетву и казује да потиче из величанства и лепоте. Овим речима он само распирује њен страх да ће је једног дана изненада напустити, па му она у стању велике стрепње поставља забрањено питање. Чим то учини, Телрамуд упада у собу са својим присталицама; убеђен да ће Елзино питање лишити странца његових чаробних моћи, напада га својим мачем, али витез га убија једним моћним ударцем. Четворица племића питомо износе његово тело; витез разочарано наложи Елзиним слушкињама да је спреме и доведу пред краља како би сазнала име свог мужа.
Следећег јутра, на равници крај Шелде, краљ поздравља племиће Брабанта и њихове војнике, који су спремни да крену у борбу. Витез се појављује и открива Телдамундов леш; објашњава како је нападнут претходне ноћи, а затим и како је Елза прекршила своју заклетву и тражила да открије своје име. Сада јој, пред скупином, одговара: он је Лоенгрин, син Парсифала, краља Светог грала; као члан витешког братства, послат је од стране Грала да се против зла и брани невине. Сваког витеза Грала штити божанска моћ, али они је губе ако открију своје име.
Молбе Елзе, краља и народа да остане не могу да наведу Лоенгрина да то учини; он краљу предвиђа велику победу над Мађарима, а затим се окреће ка реци, на којој се поново појавио лабуд, вукући чамац. Пре него што се укрца у њега, Лоенгрин Елзи обећава да ће јој се брат, кога она сматра мртвим, вратити, и оставља му свој рог, мач и прстен; затим напушта своју жену.
Изненада долази Ортуда и са победоносним ускликом захваљује Елзи што је отерала витеза, јер лабуд је у ствари Елзин брат Готфрид, кога је преобразила Ортрудина чин. Она екстатично изјављује како је њено дело освета древних, заборављених богова. Лоенгрин пада на колена и моли се; у том тренутку голубица се спушта с неба и лебди изнад чамца. Лабуд зарони, а Лоенгрин из воде извуче Готфрида, ослобођеног од враџбине. Проглашава га новим владарем Брабанта; његов чамац након тога одвлачи голубица. Ортруда с вриском пада на земљу кад угледа младог војводу. Елза грли брата, али затим умире у његовом наручју, жудећи за вољеним. Лоенгрин, тужно наслоњен на свој штит и погнуте главе, нестаје у даљини.